# Sekretessavtal
Sekretessavtal är ett juridiskt kontrakt mellan minst två parter. Genom att skriva på ett sekretessavtal förbinder man sig att inte till en utomstående part avslöja uppgifter om det som avtalet gäller.  På engelska kallas sekretessavtal vanligen non-disclosure agreement (NDA) eller confidential disclosure agreement (CDA). Sekretessavtal kan vara en del av IP-avtal (avtal om intellektuella rättigheter).

## Typer

### Ensidigt sekretessavtal

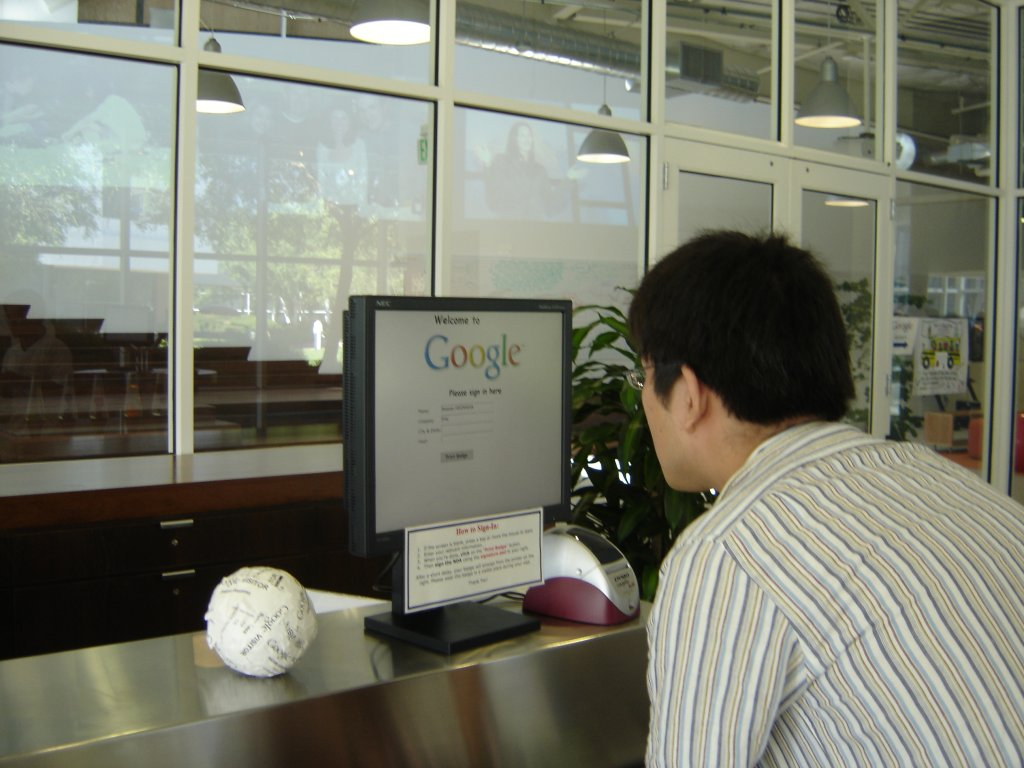
En besökare till Googleplex som skriver under ett sekretessavtal i samband med att han skapar en namnbricka.

Ett ensidigt sekretessavtal är när ena parten vill lämna över information till en annan part, men behöver hålla informationen hemlig av någon anledning. Det kan exempelvis röra sekretesskrav för att tillfredsställa patentlagstiftingen, eller för att undvika att den andra parten kan använda den beskrivna informationen utan att kompensera förmedlaren.

### Tvåsidigt sekretessavtal
Ett tvåsidigt eller ett ömsesidigt sekretessavtal sker när båda parter tillhandahåller den information som är avsedd att förbli hemligt.

## Sekretessavtal i andra delar av världen

### Kalifornien
I Kalifornien (och vissa andra amerikanska delstater) finns det speciella omständigheter kring sekretessavtal och konkurrensklausuler. Kaliforniens domstolar och lagstiftande församling har gjort gällande att de i allmänhet värdesätter en anställds rörlighet och entreprenörskap högre än den protektionistiska läran.